# Our Lady of Sorrows
Our Lady of Sorrows는 마이 케미컬 로맨스의 4번째 싱글 음반이자 데뷔 음반 《I Brought You My Bullets, You Brought Me Your Love》에 수록된 5번째 트랙이다. 이 곡은 제라드 웨이가 유년 시절, 가톨릭 학교를 다녔을 때 경험한 일에 대해 썼다. 이 곡에 대하여 제라드는 밴드의 데뷔 음반 중에서 가장 중요한 곡 중 하나라고 밝혔다.